# Соса, Джейсон
Джейсон Соса (исп. Jason Sosa; род. 10 марта 1988, Камден, Нью-Джерси, США) — американский боксёр-профессионал пуэрто-риканского происхождения, выступающий во второй полулёгкой весовой категории. Чемпион мира по версии WBA (2016—2017) во 2-м полулёгком весе.

## Биография
Родился 10 марта 1988 года в городе Камден (США), по национальности пуэрториканец.

## Профессиональная карьера
Профессиональную карьеру боксёра Соса начал в ноябре 2009 года.
24 июня 2016 года состоялся бой Джейсона Сосы с опытным небитым доминиканский боксёром Хавьером Фортуна (29-0-1, 21КО), владевшим титулом чемпиона мира по версии WBA во втором полулёгком весе. Победив которого техническим нокаутом в 11 раунде, Соса завоевал титул регулярного чемпиона мира по версии WBA.
15 февраля 2017 года стало известно, что Джейсон Соса принял решение оставить титул «регулярного» чемпиона мира по версии WBA, так как он являлся обязательным претендентом на бой за титул «суперчемпиона» мира по версии WBA с панамцем Хесреэлем Корралесом (21-1-0-1, 8КО), но отказался от этого боя и вынужден был расстаться со своим титулом. Взамен этого Джейсон выбрал поединок против чемпиона мира по версии WBO украинца Василия Ломаченко (7-1, 5КО), который состоялся 8 апреля 2017 года.

## Статистика профессиональных боёв
В таблице перечислены результаты всех поединков боксёров.
В каждой строке указан результат поединка. Дополнительно номер поединка обозначен цветом, который обозначает итог поединка. Расшифровка обозначений и цветов представлена в нижеследующей таблице.
| Пример | Расшифровка                     |
| ------ | ------------------------------- |
|        | Победа                          |
|        | Ничья                           |
|        | Поражение                       |
|        | Планируемый поединок            |
|        | Поединок признан несостоявшимся |
| КО     | Нокаут                          |
| ТКО    | Технический нокаут              |
| PTS    | Решение судей (по очкам)        |
| UD     | Единогласное решение судей      |
| MD     | Решение большинства судей       |
| SD     | Раздельное решение судей        |
| RTD    | Отказ от продолжения боя        |
| DQ     | Дисквалификация                 |
| NC     | Поединок признан несостоявшимся |

| Бой | Дата            | Соперник                     | Место проведения                                         | Результат         | Примечание |
| --- | --------------- | ---------------------------- | -------------------------------------------------------- | ----------------- | --- |
| 31  | 2 ноября 2019   | Мигель Берчельт (36-1)       | Дигнити Хелс Спортс Парк, Карсон, Калифорния, США        | KO 4 (12), 2:56   | Бой за титул чемпиона мира по версии WBC (6-я защита Берчельта) во 2-м полулёгком весе.                                          |
| 30  | 10 августа 2019 | Хаскелл Лиделл Родс (27-3-1) | Liacouras Center, Филадельфия, Пенсильвания, США         | TKO 7 (10), 1:08  | |
| 29  | 18 января 2019  | Моисес Дельгадильо (17-18-2) | Turning Stone Resort Casino, Верона, штат Нью-Йорк, США  | UD (10)           | Соса в нокдауне во 2-м раунде, а Дельгадильо в 7-м раунде. Счёт: 96-92, 97-91, 97-91.                                            |
| 28  | 18 августа 2018 | Рейнальдо Бланко (14-4)      | Ocean Resort Casino, Атлантик-Сити, США                  | UD (8)            | Счёт: 79-69, 78-70, 77-72. |
| 27  | 25 ноября 2017  | Юриоркис Гамбоа (7-1)        | Мэдисон-сквер-гарден, Нью-Йорк, США                      | MD (10)           | Гамбоа в нокдауне в 7-м раунде, и с него снято очко в 10-м за задержку. Счёт: 93-95, 94-94, 92-96.                               |
| 26  | 8 апреля 2017   | Василий Ломаченко (7-1)      | MGM National Harbor, Оксон-Хилл, Мэриленд, США           | RTD 9 (12), 3:00  | Бой за титул чемпиона мира по версиям WBO (2-я защита Ломаченко) во 2-м полулёгком весе.                                         |
| 25  | 12 ноября 2016  | Стивен Смит (24-2)           | Монте-Карло, Монако                                      | UD (12)           | Защитил титул регулярного чемпиона мира по версии WBA (1-я защита Сосы) во 2-м полулёгком весе. Счёт: 117-110, 116-112, 116-111. |
| 24  | 24 июня 2016    | Хавьер Фортуна (29-0-1)      | Столичный дворец спорта, Пекин, Китай                    | TKO 11 (12), 0:45 | Завоевал титул регулярного чемпиона мира по версии WBA во 2-м полулёгком весе.                                                   |
| 23  | 19 декабря 2015 | Николас Уолтерс (26-0)       | Turning Stone Resort Casino, Верона, штат Нью-Йорк, США} | MD (10)           | |
| 22  | 2 октября 2015  | Хорхе Пазос (14-8-1)         | Филадельфия, Пенсильвания, США                           | KO 6 (8), 0:32    | |
| 21  | 15 августа 2015 | Джерри Бельмонтес (19-7)     | Баямон, Пуэрто-Рико                                      | KO 1 (8), 2:39    | |
| 20  | 13 июня 2015    | Сантьяго Бустос (7-6-1)      | Мэдисон-сквер-гарден, Нью-Йорк, США                      | TKO 5 (8), 2:27   | |